# Polyptychus rougeoti
Polyptychus rougeoti là một loài bướm đêm thuộc họ Sphingidae. Loài này có ở Gabon.
Cánh trước hẹp và đầu nhọn. Màu nền của phía trên nâu gỗ.